# Ah-ni-ku-ta-ni
De Ah-ni-ku-ta-ni of Ah-ni-gu-ta-ni waren de oude priesterorde van de Cherokees. Volgens de Cherokee legende werden de Ah-ni-ku-ta-ni zo'n 300 jaar voor het eerste contact met de Europeanen uitgeroeid tijdens een massale opstand van Cherokees. Deze opstand werd veroorzaakt door het feit dat de Ah-ni-ku-ta-ni despotisch waren geworden en de mensen onderdrukten. Zelfs voor de kleinste overtreding van religieuze wetten werd de doodstraf opgelegd. Volgens de legendes vermoordden ze vrouwen en kinderen en zelfs hele families die zich niet tot op de letter aan de oude religieuze wetten hielden. De oeroude structuur van de Cherokee-gemeenschap en de Cherokee-clans waren hecht verbonden aan het geloof van de Ah-ni-ku-ta-ni.

## Geschiedenis
Van deze groep priesters is bekend dat ze het eerste schriftsysteem van de Cherokee, nog voor het syllabisch schrift van Sequoya, gecreëerd en onderhouden hadden. De grote Cherokee Sequoyah krijgt over het algemeen de eer voor het maken van het huidige Cherokee syllabisch schrift van de Cherokees. Recentelijk is echter het oude syllabische schrift van de Ah-ni-ku-ta-ni weer verschenen, en de legenden over haar bestaan hebben het werk van Sequoyah geïnspireerd. Het oude schrift lijkt op geen enkele betekenisvolle wijze op het schrift van Sequoyah, maar men gelooft dat de legendes over de Ah-ni-ku-ta-ni Sequoyah geïnspireerd hebben om een schriftsysteem voor de Cherokee te maken, dat verdwenen was bij het uitroeien van de Ah-ni-ku-ta-ni. Er is een legende onder de Cherokee die vertelt dat de Ah-ni-ku-ta-ni de "woorden van de mensen op de wind" konden vastleggen, en dat ze een schriftsysteem hadden dat niet gedeeld werd met het "gewone" volk, en dat als een zeer krachtige magie werd beschouwd.
Hoewel de Cherokees ervan overtuigd waren dat alle Ah-ni-ku-ta-ni vernietigd waren, verstopte een klein groepje van hun afstammelingen zich in het geheim tussen het volk, en liepen zij mee in de Trail of tears. Toen zij de oevers van de Mississippi bereikten, nabij wat nu Cape Girardau is, vluchtten zij de bossen in en zetten ze een kleine gemeenschap op in de moerassen nabij de rivier. Hun verborgen gemeenschap heette Kla-da-tsa-ya, wat "de plek van de panter" of "panter moeras" betekent. Volgens de oude geschreven profetieën van de Ah-ni-ku-ta-ni was de Mississippi een grens, en was het de Cherokee door Grote Geest verboden deze over te steken. Als zij de rivier over zouden steken zouden zij vervloekt worden en oorlog met elkaar voeren, en geen vrede vinden tot ze teruggekeerd waren naar de ware cultuur van de Cherokees, en de ceremoniën uitgevoerd werden door de Ah-ni-ku-ta-ni op de plek waar de mensen de rivier overgestoken waren.
De Ah-ni-ku-ta-ni herstelden ook de zeven priesters van de oude priesterorde in ere. De huidige leider van de Ah-ni-ku-ta-ni is een lid van de United Keetoowah Band of Cherokee Indians. De Ah-ni-ku-ta-ni zijn en blijven een extreem geheime organisatie en de identiteiten van de priesters zijn over het algemeen, uit angst voor politieke vergelding, niet bekend. Zelfs niet onder de Cherokee. Verscheidene prominente Cherokee historici die lid zijn van de Eastern Band of Cherokee Indians zijn zich bewust van het bestaan van deze organisatie in Cape Girardeau, Missouri en noemen de Ah-ni-ku-ta-ni de ouden.

## Huidige stand van zaken
Deze groep bestaat tegenwoordig nog steeds als een religieuze organisatie die Ah-ni-yv-wi-ya heet. Ze bezitten vele oeroude voorwerpen en archieven die geschreven zijn in het Ah-ni-ku-ta-ni schrift, waarin de oude Cherokee ceremoniën zijn vastgelegd. Deze rituelen werden duizenden jaren lang in ongewijzigde vorm uitgevoerd. Ze bezitten ook twee stenen tabletten met een oud beeldschrift, die als extreem oud beschouwd worden. Deze tabletten beschrijven de geschiedenis van de Cherokee, en vertellen dat de Cherokee duizenden jaren geleden naar Noord-Amerika reisden. Er staat ook een verhaal op dat vertelt dat de aarde, E-lo-hi, geschapen werd door sterrenmensen die vervolgens de mensen vanaf de zonneplek (gu-ta-ni)hierheen brachten om hier in geluk te wonen.

## Etymologie
De naam van de Ah-ni-ku-ta-ni kan door de meeste sprekers van het Cherokee niet meer vertaald worden, aangezien de betekenis ervan verloren is gegaan. Ah-ni-ku-ta-ni kan in het oude dialect vertaald worden als "de mensen die vanaf de zonneplek kwamen". Ah-ni-ku-ta-ni is de moderne vorm van het woord, gesproken in het Oklahoma-dialect. De oude vorm ervan is Ah-ni-gu-ta-ni.

## Connectie met de mormonen
Vele aanhangers van de Kerk van Jezus Christus van de Heiligen der Laatste Dagen geloven dat de mormoonse profeet Joseph Smith de Ah-ni-ku-ta-ni bezocht had aan het begin van de 19de eeuw, gedurende zijn excursies naar Missouri, aangezien documenten aantonen dat Smith een groep indianen in Missouri ontmoet had, die een schriftsysteem hadden en de geschiedenis van hun genealogie vastlegden.